# Dick’s Picks Volume 7
Dick’s Picks Volume 7 ist ein Live-Dreifachalbum der Band Grateful Dead.

## Geschichte
Die Songs vom Album wurden vom 9. bis 11. September 1974 im Alexandra Palace in London, England, aufgenommen und am 4. März 1997 mit dem eigenen Label Grateful Dead Records veröffentlicht.
Nachdem beim letzten Album der Dick's Picks-Serie (Dick’s Picks Volume 5) Material aus den 80ern verwendet wurde, entschied sich Dick Latvala bei Dick’s Picks Volume 7 wieder für Material aus den 1970ern, da Aufnahmetechnik in den 1980ern nicht mit der allgemeinen Bühnentechnik mithalten konnte und die aufgenommenen Konzerte aus den 1970ern leichter zu bearbeiten waren.
Während die beiden Vorgängeralben der Dick’s Picks-Serie jeweils ein komplettes Konzert wiedergaben, wurde für Dick’s Picks Volume 7 verschiedene Songs auf drei hintereinander folgenden Shows ausgewählt. Diese Shows fanden zwischen der Herausgabe der Alben Grateful Dead from the Mars Hotel (1974) und Blues for Allah (1975) statt. Von Grateful Dead from the Mars Hotel wurden die Songs Scarlet Begonias und U.S. Blues verwendet, während für Blues for Allah noch kein Song live eingeübt und getestet wurde.
Der Name Dick’s Pick stammt vom offiziellen Aufnahmearchivist der Band Dick Latvala, der die Serie startete und die Songs dazu bis zu seinem Tod 1999 auswählte.

Wie die bisherigen Alben der Dick's Pick-Serie ist auch dieses mit einer Caveat-emptor-Warnung versehen:

„This compact disc has been digitally remastered directly from the original half track 7.5 ips analog tape. It is a snapshot of history, not a modern professional recording, and may therefore exhibit some technical anomalies and the unavoidable effects of the ravages of time.“

## Kritik
Die Bewertung von Dick’s Picks Volume 7 war unterschiedlich. Von All Music Guide erhielt das Album 3, vom Rolling Stone 4 und The Music Box 5 von 5 Sternen.

## Aufnahmedaten
- 09. September – CD 1: Tracks 1–3; CD 2: Tracks 6–8
- 10. September – CD 1: Tracks 4–5; CD 2: Tracks 1–2; CD 3: Tracks 1–6
- 11. September – CD 1: Tracks 6–8; CD 2: Tracks 3–5

## Trackliste

### CD 1
1. „Scarlet Begonias“ (Garcia, Hunter) – 9:29
2. „Mexicali Blues“ (Barlow, Weir) – 3:36
3. „Row Jimmy“ (Garcia, Hunter) – 8:21
4. „Black-Throated Wind“ (Barlow, Weir) – 7:20
5. „Mississippi Half-Step Uptown Toodleloo“ (Garcia, Hunter) – 8:48
6. „Beat It on Down the Line“ (Jesse Fuller) – 3:30
7. „Tennessee Jed“ (Garcia, Hunter) – 7:59
8. „Playing in the Band“ (Hart, Hunter, Weir) – 23:30

### CD 2
1. „Weather Report Suite“ (Eric Anderson, Barlow, Weir) – 18:18
2. „Stella Blue“ (Garcia, Hunter) – 8:32
3. „Jack Straw“ (Hunter, Weir) – 5:19
4. „Brown-Eyed Woman“ (Garcia, Hunter) – 5:07
5. „Big River“ (Johnny Cash) – 5:14
6. „Truckin'“ (Garcia, Hunter, Lesh, Weir) – 10:31
7. „Wood Green Jam“ (Grateful Dead) – 5:56
8. „Wharf Rat“ (Garcia, Hunter) – 11:13

### CD 3
1. „Me & My Uncle“ (John Phillips) – 3:30
2. „Not Fade Away“ (Buddy Holly, Norman Petty) – 16:27
3. „Dark Star“ (Grateful Dead, Hunter) – 24:08
4. „Spam Jam“ (Grateful Dead) – 7:13
5. „Morning Dew“ (Bonnie Dobson, Tim Rose) – 5:41
6. „U.S. Blues“ (Garcia, Hunter) – 13:15